# Esmee de Graaf
Esmee de Graaf (født 1. august 1997) er kvindelig hollandsk fodboldspiller, der spiller angreb for engelske Leicester City i FA Women's Super League og Hollands kvindefodboldlandshold.
I juli 2018, skiftede de Graaf til den engelske ligaklub West Ham United fra PEC Zwolle i Holland. I hendes tre sæsoner i Zwolle, scorede hun 21 gange i 74 kampe og var desuden holdanfører i klubben.
Hun fik officiel landsholdsdebut i februar 2018, hvor hun blev skiftet ind i 73. minut som indskiftning for Shanice van de Sanden i en 6–2-sejr over Japan ved Algarve Cup 2018.